# Красная Зорька (Самарская область)
Кра́сная Зо́рька — посёлок в Борском районе Самарской области России. Входит в состав сельского поселения Большое Алдаркино.

## География
Посёлок находится в северо-западной части Бузулукского бора, на расстоянии примерно 14 км (по прямой) к северо-востоку от села Борское, административного центра района.

### Часовой пояс
Посёлок Красная Зорька, как и вся Самарская область, находится в часовой зоне МСК+1. Смещение применяемого времени относительно UTC составляет +4:00.

## Население
| 2010 |
| ---- |
| 48   |

### Национальный состав
Согласно результатам переписи 2002 года, в национальной структуре населения русские составляли 86 % из 56 чел.